# Carlo Schmidt (Künstler)
Carlo Schmidt (* 28. März 1958 in Sierre) ist ein Schweizer Künstler und Kurator. Er lebt und arbeitet in Leuk, Wallis.

## Wirken
Carlo Schmidt unterrichtete an der Kantonalen Kunstschule édhéa (damals ECAV) im Bereich visuelle Kunst. Er war Mitinitiant und Gründungsstifter der gemeinnützigen Stiftung Schloss Leuk, wo er während der Restauration des unter dem Schutz der Eidgenossenschaft stehenden Bischofsschlosses in Leuk-Stadt unter dem Architekten Mario Botta als Geschäftsleiter wirkte.
Carlo Schmidt ist Mitglied des Berufsverbandes Visarte (Sektion Oberwallis) und zusammen mit Pascal  Seiler und Rolf Fussen Gründer der Künstlergruppe «acht-8 und 11/2». Zusammen mit Francoise Loeb initiierte er 2000 den internationalen «Spycher: Literaturpreis Leuk».
Weiter amtete er als Präsident von verschiedenen gemeinnützigen Kultur- und Bildungsvereinen wie z. B. dem «Literaturcluster Palais Valais», dem «Verein Märliwelt Leuk» oder als Vorstandsmitglied im «Oberwalliser Heimatschutz», dem «Verein Kinderweeelten Leuk-Stadt» und dem «Verein Alte Suste», als Stiftungsrat vom Grünen Zimmer Agarn, dem «Zauberwald Ernen», der «Stiftung Chinderwält Visperterminen», der «Stiftung Kunst im Spital» und der «gd-Schule» Bratsch.
Als Jurymitglied von den kantonalen Förderstrukturen Art Pro, Artist in Residence wie der Einkaufskommission und als Verantwortlicher der Ausstellungsreihe «Appetizers» im Schloss Leuk unterstützt und fördert er junge Künstler.
Vom «Verein der Walliser Städte» wurde er zum «Vize-Präsident Cultur Valais/Kultur Wallis» und vom Staatsrat 2010 in den Kulturrat des Kanton Wallis gewählt, wo er seither als Mitglied amtet. 2017 erhielt er den Kulturpreis der Stadt Leuk.

### Künstlerische Praxis
Bereits in den 1980er Jahren befasste Carlo Schmidt sich mit dem Klimawandel. So kreierte er «Null-Energie-Kunst» indem er aus den Produkten der Verkaufsläden Kunst herstellte und diese nach der Ausstellung wieder zerlegte und in die Verkaufsregale, also zurück in den Kreislauf, legte.
Die Umwelt, soziale und ökonomische Ungerechtigkeiten, Ethik und Moral bilden zentrale Themen seiner Arbeiten. So engagiert sich Carlo Schmidt mit kreativen Inputs bei vielen gemeinnützigen soziokulturellen Institutionen wie im Bildungsbereich.
Schmidt verwendet in seinen Werken allgegenwärtige Verbrauchsgegenstände, wie Klebeband, Holzbretter, Papierbögen, Draht oder Karton.

## Tätigkeit als Kurator
| Jahr | Ausstellungstitel            | Künstler                                   | LaudatorIn                                             | Ausstellungsort           | Kuration                                         |
| ---- | ---------------------------- | ------------------------------------------ | ------------------------------------------------------ | ------------------------- | ------------------------------------------------ |
|      |                              |                                            |                                                        | Zur K-Galerie, Leuk-Stadt | Carlo Schmidt                                    |
| 1992 | Uecker                       | Günther Uecker                             | Dieter Honisch, ehem. Dir. Neue Nationalgalerie Berlin | Schloss Leuk              | Carlo Schmidt                                    |
| 1994 |                              | Richard Jackson                            | Jörn Merkert, ehem. Dir. Berlinische Galerie           | Schloss Leuk              | Carlo Schmidt                                    |
| 2000 |                              | Richard Long                               | Patrice Blaser, zur Zeit Galerie Winter, Wien          | Schloss Leuk              | Carlo Schmidt                                    |
| 2011 |                              | Balthasar Burkhard                         | René Wochner, Ausstellungsmanagement Kunstmuseum Bern  | Schloss Leuk              | Carlo Schmidt                                    |
| 1997 | Retro                        |                                            | Gottfried Honegger, Schweizer Maler und Plastiker      | Schloss Leuk              | Carlo Schmidt                                    |
| 2018 |                              | Arnold Dreyblatt                           | Sibylle Omlin, freie Kuratorin                         | Schloss Leuk              | Carlo Schmidt                                    |
| 2014 | Contact                      |                                            | Gerhard Mack, Journalist der Neuen Zürcher Zeitung     | Schloss Leuk              | Carlo Schmidt                                    |
|      | Konkrete Poesie              | Eugen Gomringer                            |                                                        | Schloss Leuk              | Rolf Schroeter (Zürcher Fotograf), Carlo Schmidt |
|      | Entstehung eines Werkes      | Günther Uecker                             |                                                        | Schloss Leuk              | Rolf Schroeter (Zürcher Fotograf), Carlo Schmidt |
|      | Black Mesa                   | Günther Uecker                             |                                                        | Schloss Leuk              | Rolf Schroeter (Zürcher Fotograf), Carlo Schmidt |
|      | Entropie                     | Javier Hagen, Eugen Gomringer, Pius Morger |                                                        | Schloss Leuk              | Rolf Schroeter (Zürcher Fotograf), Carlo Schmidt |
|      | Koloraturen                  | Helmut Heissenbüttel, Augusto Giacometti   |                                                        | Schloss Leuk              | Rolf Schroeter (Zürcher Fotograf), Carlo Schmidt |
|      | Entstehung eines Rauchbildes | Otto Piene                                 |                                                        | Schloss Leuk              | Rolf Schroeter (Zürcher Fotograf), Carlo Schmidt |

## Teilnahme an Ausstellungen als Künstler
Seit 1983 zeigt Carlo Schmidt seine Arbeiten an über hundert Ausstellungen im In- und Ausland. Die folgende Liste eine Auswahl davon.

| Jahr                   | Kulturelle Institution                 | Ort                          |
| ---------------------- | -------------------------------------- | ---------------------------- |
| 1991                   | Galerie Grahl                          | Berlin                       |
| 1991                   | Nordkunst                              | Hamburg                      |
| 1995 – 2002            | Internationale Kunstmesse              | Zürich                       |
| 1996                   | Kulturaustausch                        | Schweiz, Spanien, Österreich |
| 1996                   | Katharinensaal                         | St. Gallen                   |
| 1996 – 2000            | Art Frankfurt                          | Frankfurt                    |
| 1997                   | Galerie Station 3                      | Wien                         |
| 1997, 1998             | Art Multiple                           | Düsseldorf                   |
| 1997, 2000             | Galerie la Ferronnerie                 | Paris                        |
| 1998                   | Kunsthaus Grenchen                     | Grenchen                     |
| 1998, 1999, 2002, 2005 | Galerie Hafner                         | St. Gallen                   |
| 1998, 1999             | Galerie Winter                         | Berlin                       |
| 1999, 2001             | Art Forum Berlin                       | Berlin                       |
| 1999                   | Austrotel Contemporary Art Fair        | Wien                         |
| 2000, 2001             | FAC                                    | Siders                       |
| 2000                   | Leinwandhaus d. Stadt Frankfurt        | Frankfurt                    |
| 2004                   | Merce                                  | Barcelona                    |
| 2006, 2008             | Forum Valais                           | Wallis                       |
| 2008, 2019             | Ferme d'Asile                          | Sion                         |
| 2008                   | Label Art Fully                        | Fully                        |
| 2014                   | Mon Tan Dun                            | Siders, Klaipėda             |
| 2017                   | Walliser Kantonsmuseum                 | Sion                         |
| 2018                   | Augmented Reality Expo                 | Leuk, Visp, Susten           |
| 2019                   | Galerie Ferronnerie                    | Paris                        |
| 2020                   | Werkhof                                | Brig                         |
| 2020                   | Twingi Land Art                        | Binn                         |
| 2020                   | Art Geneve                             | Genf                         |
| 2021                   | Visarte Kunstfest                      | Brig                         |
| 2021                   | C3 Arte Mexico City                    | Mexiko-Stadt                 |
| 2021                   | Oberwalliser Kunstverein Matze         | Brig                         |
| 2021                   | Oberwalliser Kunstverein Regionale 21  | Brig                         |
| 2021                   | Espace Culture                         | Sion                         |
| 2021                   | In Memoria                             | Sion                         |
| 2021                   | Technopol                              | Genf                         |
| 2022                   | Aquarium Schlossgarten                 | Brig                         |
| 2022                   | Art und Natur                          | Guttet                       |
| 2022                   | Team Player Ausstellung Visarte Wallis |                              |
| 2022                   | Centro de Ciencias de la Complejidad   | Mexiko-Stadt                 |
| 2022                   | Kunstprozession Wandfluh               | Raron                        |
| 2022                   | Lichtspiele                            | Olten                        |
| 2022                   | Palacio Municipal                      | San Luis Potosi              |
| 2022                   | Porto Veccio                           | Italien                      |

## Auszeichnungen und Einladungen
| Jahr       | Institution / Veranstaltung / Einladung                                                            | Ort                     |
| ---------- | -------------------------------------------------------------------------------------------------- | ----------------------- |
| 1987       | Kunst in der Altstadt                                                                              | Winterthur              |
| 1997       | Eingeladen von Kunstverein Obersee                                                                 | Berlin                  |
| 1991       | „The Soviet Designers“-Einladung,                                                                  | Moskau                  |
| 1995       | Eröffnungsausstellung Kunst Zürich Schang Hutter, Seiler Pascal, Schmidt Carlo, Gottfried Honegger | Zürich                  |
| 1998, 1999 | Kulturjahr in Peking                                                                               | Peking                  |
| 2004       | Künstlerstipendium                                                                                 | Barcelona               |
| 2002       | Innovationspreis Kulturprojekte                                                                    |                         |
| 2004       | Kunst am Bau Schulhaus Varen                                                                       | Varen                   |
| 2005       | Kunst am Bau Spital Brig                                                                           |                         |
| 2006       | Innovationspreis Swiss mountain water Award                                                        |                         |
| 2009       | Generationenintegrationspreis                                                                      |                         |
| 2008       | Projekt Spilstrass Visp                                                                            | Visp                    |
| 2010       | Artist in Residence PH Rorschach                                                                   | Rohrschach              |
| 2010       | Forschungsprojekt ETH Zürich, Ästhetische Bildung                                                  | Zürich                  |
| 2013, 2014 | Festival für ephemere Kunst                                                                        |                         |
| 2014, 2015 | Art Pro                                                                                            | Sion                    |
| 2014       | Montandun-Projekt Litauen                                                                          | Litauen                 |
| 2015       | Projekt kulturelle Teilhabe                                                                        |                         |
| 2015       | Kunst am Bau                                                                                       | Dorfplatz Saas Almagell |
| 2017       | Kulturpreis der Stadt Leuk                                                                         | Leuk                    |